# غرانت شابس
غرانت شابس (مواليد 14 سبتمبر 1968) هو سياسي بريطاني يشغل منصب وزير الداخلية منذ 19 أكتوبر 2022. سبق له أن شغل منصب وزير النقل في حكومة بوريس جونسون في الفترة من 2019 حتى 2022.